# ベン・フランクリン (PX-15)
ベン・フランクリンは海洋調査に使用された潜水艇である。

## 概要
1969年7月14日、ジャック・ピカールは潜水艇ベン・フランクリンを使い、フロリダ州パームビーチ沖の海流に乗って4週間以上潜水し、2,300キロメートル離れたメイン州沖にまで到達した。出発したのはアポロ11号打ち上げの2日前であった。
乗組員は6名で、ジャック・ピカールがリーダーだった。スイス人エルウィン・エーベルソルド（Erwin Aebersold）はフランクリン号を作った時の主任助手であり、ピカール自身が操縦士として指名した。フランクリン号の製造にあたったメーカーのグラマンからはドン・カジミール（Don Kazimir）が選ばれた。アメリカ海軍海洋地形局（Oceanographic Office）からはフランク・バズビー（Frank Busby）が選ばれ、イギリス海軍からは音響学の専門家、ケン・ハイ（Ken Haigh）が選ばれた。もう一人はNASAの科学者チェット・メイ（Chet May）であり、閉鎖空間生活のスペシャリストだった。これは、当時のNASAマーシャル宇宙飛行センターの所長ヴェルナー・フォン・ブラウンが、閉鎖空間生活の調査の一環として乗り込ませたものであった。また、この計画は、サイエンスチャンネル (Science Channel) の番組制作も目的としていた。この潜水艇は現在、カナダバンクーバーのバンクーバー海洋博物館に収められている。